# Vall d’Albaida
Vall d'Albaida Spanyolországban, Valencia autonóm közösség Valencia tartományában található comarca. Vall d’Albaida Hoya de Alcoy, Alto Vinalopó, Comtat, Costera és Safor comarcákkal határos. Lakosainak száma 88 848 fő (2024).

## Önkormányzatai
- Agullent
- Aielo de Malferit
- Aielo de Rugat
- Albaida
- Alfarrasí
- Atzeneta d’Albaida
- Bèlgida
- Bellús
- Beniatjar
- Benicolet
- Benigànim
- Benissoda
- Benisuera
- Bocairent
- Bufali
- Carrícola
- Castelló de Rugat
- Fontanars dels Alforins
- Guadasequies
- Llutxent
- Montaverner
- Montichelvo
- L’Olleria
- Ontinyent
- Otos
- El Palomar
- Pinet, Valencia
- La Pobla del Duc
- Quatretonda
- Ráfol de Salem
- Rugat
- Salem
- Sempere
- Terrateig